# Теребовлянська спеціалізована школа-ліцей
Теребовлянська спеціалізована школа-ліцей, I-III ступенів. Форма власності — комунальна. Профілі навчання: Біотехнологічний, Іноземної філології, Української філології, Інформаційно-технологічний.

## Історія
Будівництво Садівської середньої школи, а з 1990 р.– Теребовлянської загальноосвітньої школи №3, розпочалося літом 1989 року. Згідно з планом проектної документації, школа повинна була бути введена в експлуатацію у 1990 році. Але у зв’язку з труднощами із постачанням будівництва будівельними матеріалами, обладнанням, перебоями у фінансуванні, будівництво школи затягнулося до 30 грудня 1991. 
На честь побудови школи і напередодні її урочистого відкриття громадою мікрорайону Сади за власні пожертви було споруджено капличку Святої Богородиці, посвячення якої відбулося 25 серпня 1991 р.– у перший день незалежної України. У завершенні будівництва школи і оформленні школи взяли участь підшефні організації: «Райсільгоспхімія», «Агропромтехніка», вчителі, техпрацівники, батьки та учні.
У 1993 році школа була реорганізована в школу з класами з поглибленим вивченням англійської мови.
18 серпня 1994 року директором школи став Бойко В.К.
14 жовтня 1995 року в школі створено товариство «Сокільський доріст». Основні напрямки діяльності: національно-патріотичний, спортивно-оздоровчий, туристсько-краєзнавчий.
З 1996–1997 навчального року школа стає базовою школою району з проблем військово-патріотичного виховання. Школа підписує двосторонню угоду про співпрацю з 3-м дивізіоном військової частини А-2847.
13 грудня 1996 року до шкільної котельні підведено природний газ. Про це подбали як місцева влада, так і дирекція радгоспу «Сади». Завдяки газифікації школи, газом почала користуватися і чимала частина мешканців мікрорайону.
У жовтні 1997 р. школа першою у районі отримала сучасний комп’ютер Пентіум-133.
18 березня 1998 р. під час урочистостей з нагоди 55-річниці створення З’єднання військової частини А-2847, учні школи виступили із концертною програмою-вітанням. Серед гостей був і перший космонавт незалежної України Леонід Каденюк.
У серпні-вересні 2001 р. в честь святкування 10-річниці незалежності і десятиліття школи проведено переоформлення шкільного вестибюля у сучасному євродизайні, коридорів, актового залу.
У березні 2002 р. школа отримала сучасний комп’ютерний клас.
У вересні 2016 р. школа відсвяткувала своє 25-річчя і була перейменована на Теребовлянську спеціалізовану школу-ліцей, в якій з'явилася можливість учням 10 11 класів обирати профіль навчання.
Сьогодні ліцей частково відреставрований косметичним ремонтом ззовні та всередині, багато нових класів обладнані сучасними технологіями.

## Традиції
Шкільний оберіг – «Берегиня» у формі вимпела, на якому вишитий кущ калини. Кожного року випускники доповнюють цю вишивку новою китицею калини, як символ єдності поколінь, вдячності школі і вчителям, і вручають її своїм наступникам.

## Музей
Музей створено для вивчення історії рідного краю. Основна мета — залучення учнівської молоді до пошукової, краєзнавчої, науково-дослідницької роботи, художньо-естетичної та природничої роботи, вивчення, охорона і пропаганда пам'яток рідного краю. В музеї проводиться виставки й тематичні екскурсії.
Музей підтримує зв'язки з ветеранами Української повстанської армії, Другої світової війни, місцевими старожилами, цікавими людьми та колекціонерами.